# La Structure des révolutions scientifiques

La Structure des révolutions scientifiques (The Structure of Scientific Revolutions) est un essai rédigé par le philosophe et historien des sciences, Thomas Samuel Kuhn. Paru en 1962, revu en 1970, l'ouvrage est incontestablement son œuvre majeure. Il y modélise notamment la science comme phénomène social et analyse les implications de cette approche, en s'appuyant sur de nombreux exemples tirés de l'Histoire des sciences. Les apports principaux de cet essai sont la révision des notions de paradigme et de révolution scientifique, avec l'établissement d'une distinction entre science normale et science extraordinaire, ainsi que la redéfinition de l'idée de progrès. Traduit en français en 1972, il a été réédité en 2018 avec une préface inédite de Jean-Pierre Luminet.

## Thèse de Kuhn sur les révolutions scientifiques
Kuhn présente l'évolution des idées scientifiques comme le produit d'une dynamique discontinue, dont le cours s'organise en deux grandes phases alternatives : la science normale et la science extraordinaire. Les modalités de passage de l'une à l'autre de ces phases sont au cœur de l'ouvrage.
D'après Kuhn, le contexte le plus fréquent de recherche scientifique est celui d'une science qualifiée de « normale ». Durant cette phase, et pour une spécialité donnée, le groupe de scientifiques concernés adhère massivement à un paradigme, établi auparavant, et qui par ses « accomplissements scientifiques passés » et sa cohérence, fournit « le point de départ d'autres travaux. » La science normale constitue en durée historique l'essentiel de l'histoire des sciences, avec une ambition essentiellement prédictive. Toute démarche scientifique y est socialement influencée par une tradition paradigmatique : le paradigme étant établi comme « base de travail », les scientifiques s'évertuent à inlassablement le tester (en fait, à le confirmer) en concevant de nouvelles énigmes au sein de ce cadre paradigmatique, de sorte à le renforcer (ou à privilégier une approche parmi plusieurs, pour soutenir celle estimée comme étant la plus valable face à des approches concurrentes). Pour Kuhn, la tâche des scientifiques est presque exclusivement de normaliser leur branche par des exercices de nettoyage, de sorte à faire entrer la nature dans leur boîte. Kuhn soutient fermement que les paradigmes ne résolvent qu'un nombre très fragmentaire et ciblé de problèmes.
Les anomalies, c'est-à-dire les énigmes non ou partiellement résolues mettant en défaut les conditions d'application du paradigme en place, sont le plus souvent dénoncées par la communauté scientifique majoritaire, et les théories concurrentes, parfois expédiées par des raisonnements « ad-hoc » ou simplement non citées. Cette tension peut monter jusqu'à l'instauration d'une crise (scientifique), qui fera les prémices d'un nouveau paradigme si c'est possible. On entre alors en phase de « science extraordinaire », au sens où à l'approche scientifique classique vient se mêler une part d'extra-rationalité. Selon Kuhn, en effet, « le bilan d'une révolution scientifique (au sens du bilan d'une réaction chimique) comporte des pertes aussi bien que des gains, et les scientifiques ont tendance à se montrer particulièrement aveugles par rapport aux premières ». La prise en considération sérieuse des anomalies qui feront naître la crise surgit généralement des jeunes scientifiques, plus libres par rapport au paradigme en place, et c'est même souvent la disparition des tenants de l'ancien paradigme, une génération après la naissance du paradigme concurrent, qui lui fait place libre. Les débats associés à cette transition peuvent faire intervenir des éléments non rationnels et des mécaniques de domination, de rejet, de préjugé, etc. sous l'influence de tensions psychologiques, politiques et historiques. Les adhérents « rescapés » du paradigme antérieur perdent néanmoins plus ou moins rapidement leur autorité scientifique, tandis que les partisans du nouveau paradigme qualifient, selon Kuhn, la révolution en cours de « progrès » (le contraire signifiant qu'ils admettraient s'être trompés et que leurs adversaires avaient raison, ce qui est susceptible d'arriver).
Ainsi, il écrit : « Aucune histoire naturelle ne peut être interprétée en l'absence d'un minimum implicite de croyances théoriques et méthodologiques interdépendantes qui permettent la sélection, l'évaluation et la critique. Si cet ensemble de croyances ne préside pas déjà implicitement à la collecte des faits […] il doit être fourni de l'extérieur, peut-être par une métaphysique courante, ou par un hasard personnel ou historique. ». Cette situation délicate explique, selon l'historien des sciences, la pluralité des théories concurrentes avant l'installation de la science normale et la mise en place de paradigmes acceptés par l'ensemble des spécialistes, ou un nombre de spécialistes - d'un domaine d'étude donné - jugé suffisant. Généralement, l'une des écoles antérieures au paradigme sort vainqueur et un nouveau paradigme général naît pour remplacer le précédent. C'est là la naissance de ce que Kuhn nomme la « science normale ».
Kuhn insiste beaucoup sur le fait que la confrontation de points de vue théoriques lors d'une phase de science extraordinaire n'est que partiellement rationnelle : les opinions et choix des scientifiques sont pour lui tributaires de leurs expériences, de leurs croyances et de leurs visions du monde. Il se positionne par rapport aux idées de Karl Popper en posant qu'un paradigme n'est pas rejeté dès qu'il est réfuté, mais seulement quand il peut être remplacé. Il s'agit là d'un processus non trivial, et qui prend du temps. Kuhn soulève que la crise scientifique se caractérise par la démultiplication de théories concurrentes, et par le chevauchement progressif entre paradigmes concurrents, jusqu'à ce qu'un des paradigmes prenne le dessus sur les autres approches, éventuellement en les intégrant.
Ainsi, pour Kuhn, il ne faut pas omettre la dimension sociologique du processus de révolution scientifique. Pour appuyer son point de vue, il passe en revue l'Histoire des sciences, détaillant en particulier les cas de la mécanique newtonienne et de la naissance de la chimie moderne — il mentionne également la relativité générale, la tectonique des plaques et les théories de l'évolution.

## Contexte
D'après Kuhn lui-même, les origines de cet essai remontent à 1947. Il est alors étudiant de troisième cycle à Harvard et travaille à sa thèse de physique, lorsqu'il lui est proposé de collaborer à un enseignement pour des étudiants non scientifiques. C'est l'occasion pour Kuhn de réviser certaines de ses convictions sur la nature de la science. Enthousiaste, il abandonne ensuite la physique et se consacre à l'histoire puis à la philosophie des sciences. Il obtient une bourse de trois ans de la Society of Fellows de l'université Harvard, une période de liberté intellectuelle déterminante. Il aborde alors la sociologie et la psychologie de la forme, en plus de la traditionnelle histoire des sciences. Il cite comme premières influences Koyré, Piaget, Whorf entre autres, ainsi que nombre de ses collègues, tel Sutton. Kuhn écrit de nombreux articles et donne plusieurs conférences sur des thématiques précises, notamment autour de la naissance de la physique moderne au XVIIe siècle et après.
La dimension sociale des théories de Kuhn s'affirme nettement dans les années 1958-59, lorsqu'il rejoint le Centre de recherches supérieures sur les sciences du comportement. Dans cet environnement s'affine l'idée de paradigme, autant du fait des considérations tirées des sciences sociales que de l'activité des sociologues que Kuhn côtoie. La première version de l'essai The Structure of Scientific Revolutions est une monographie pour l’Encyclopedia of unified science, un contexte de publication qui impose à Kuhn des contraintes particulières. La première publication brochée et développée est l'œuvre des University of Chicago Press, en 1962. En 1969, Kuhn ajoute un postscriptum dans lequel il répond aux critiques formulées sur la première édition, puis le livre est réédité en 1970. Il le dédie à James B. Conant, directeur de Harvard en 1947, qui introduisit Kuhn à l'histoire des sciences. Il insiste sur les contributions décisives de Feyerabend, Nagel, Noyes (en) et Heilbron[réf. nécessaire].
Comme une illustration de son essai, Kuhn rédige La révolution copernicienne. Dans The Road Since Structure, publié en 2002, onze essais rédigés par Kuhn après 1970 ainsi qu'une longue interview sont l'occasion pour lui de préciser et de corriger à nouveau les grandes notions développées dans La Structure des révolutions scientifiques.

## Analyse systématique
Kuhn estime que le processus de développement de la science n’est pas uniquement cumulatif. Seule l'activité de recherche « usuelle » est décrite comme empirique : en temps normal, l'activité scientifique est celle qui consiste à résoudre des énigmes liées à un champ disciplinaire (mathématiques, biochimie, etc.). Elle amène les scientifiques à cumuler des données, à développer des modèles cohérents avec ces données et les travaux des pairs, puis à fournir des interprétations et des prévisions. Pour pouvoir accomplir cette tâche, la communauté scientifique concernée par un champ disciplinaire s'accorde sur une vision du monde, un paradigme, qui fournit des postulats et des méthodes de travail. Préciser le paradigme et accroître les connaissances qui y sont liées constituent le cœur de l'activité scientifique.
Kuhn estime cependant que les grands changements affectant les théories ne relèvent pas d'un processus empirique, bien que la plupart des manuels d'enseignement et de vulgarisation présentent les choses ainsi à des fins pédagogiques. L'évolution des idées scientifiques est plutôt pour lui de l'ordre d'une reconstruction fréquente, revirement plutôt que changement. Lorsqu'un paradigme, modèle de pensée scientifique, est mis à mal par des échecs répétés tant dans le domaine expérimental que théorique, de nouvelles idées nécessairement « révolutionnaires » émergent. Elles aboutiront éventuellement à la mise en forme d'un nouveau cadre de pensée scientifique, à la création de nouveaux outils.
La Structure des révolutions scientifiques poursuit l’objectif de définir ce plexus de la dynamique scientifique, en insistant sur la structure des transformations que subit la science. Cette structure étant liée aux idées portées par des hommes, elle mêle science et sociologie. Dans son essai, Kuhn est amené à redéfinir certaines des notions fondamentales qui régissent l’idée qu’on se fait de l’activité scientifique, notamment les concepts d'observation et de progrès.

### Science normale

#### Établissement d'un paradigme
Durant le stade primitif d’une science, différentes écoles s'intéressant à des problèmes communs s'opposent par leurs interprétations divergentes. L'absence d'un cadre théorique faisant consensus ne permet pas un progrès général : si chacune des traditions représentées par les écoles concurrentes évolue en précisant ses axiomes, elle n'en demeure pas moins isolée car elle « remet constamment en question les fondements même des travaux des autres » et les preuves de progrès sont très difficiles à trouver.
Cette constatation, selon Kuhn, peut se généraliser et être utilisée à des stades ultérieurs de l'évolution de la science pour expliquer et justifier le concept de paradigme. Sans donner une définition fixée, il en précise les qualités nécessaires et suffisantes : pour constituer un paradigme, un ensemble cohérent regroupant « des lois, des théories, des applications et des dispositifs expérimentaux » doit fournir « des modèles qui donnent naissance à des traditions particulières de recherche. » Par rapport aux traditions concurrentes caractéristiques des proto-sciences, l'existence d'un paradigme unifié et unificateur suppose, par définition, l'absence d'opposition sur des points fondamentaux avec les autres acteurs intéressés par un même sujet d'étude. Somme toute, le passage d'une pré-science éclatée à une « science adulte » équivaut à l'émergence d'une première théorie unificatrice, c'est-à-dire d'un modèle accepté comme cadre de travail commun parce que tous partagent une vision du monde commune.
Toutefois, Kuhn ne dénie pas la possibilité d'une coexistence de plusieurs paradigmes pour une discipline donnée, coexistence qui renvoie de fait à l'état de désunion des pré-sciences. Il donne l'exemple de l'apport de Newton en optique : constatant qu'« à aucun moment, de la haute Antiquité à la fin du XVIIe siècle, il n'y a eu de théorie unique généralement acceptée », il juge l'acceptation généralisée des travaux de Newton comme le signe du « premier paradigme presque uniformément accepté » sans pour autant nier le caractère scientifique des travaux postérieurs à Newton. C'est surtout l'absence de méthodes et de problèmes standards dans une discipline qui est à l'origine de l'éclatement en écoles pré-scientifiques concurrentes. À un stade plus avancé, plusieurs écoles concurrentes peuvent subsister, mais chacune d'entre elles est maintenant en mesure de proposer des standards, quoique différents. Les modèles concurrents sont désormais des paradigmes à part entière, à la fois générateurs d'un consensus et porteurs d'une cohérence proprement scientifique.
La capacité à établir un consensus n'est pas l'unique caractéristique du paradigme — il ne doit pas uniquement être un rassembleur, mais agitateur d'idées. Kuhn souligne en effet qu'à un moment ou un autre, les « divergences initiales disparaissent […] largement », souvent au profit « de l'une des écoles antérieures au paradigme. » L'autre dimension essentielle du paradigme au sens kuhnien du terme est sa capacité suggestive et normative pour l'activité scientifique. Non seulement le scientifique devient guidé dans le choix des expérimentations essentielles à réaliser, mais « il n'a plus besoin, dans ses travaux majeurs, de tout édifier en partant des premiers principes et en justifiant l'usage de chaque nouveau concept introduit. » Lorsqu'un tel paradigme est mis en œuvre — et c'est sa raison d'être — Kuhn parle de science normale.

#### Activité scientifique «normale»
Le principal objectif de l’activité scientifique qui suit l'apparition d'un paradigme est d'améliorer, sur le plan scientifique, cette première unification des idées. Cela passe essentiellement par une connaissance accrue des faits et par une précision toujours plus grande des prédictions permettant d'expliquer les observations. Cette activité scientifique limite le champ de vision du scientifique en concentrant son attention sur des problèmes visant exclusivement à augmenter la précision du paradigme. La science normale désigne donc précisément « la recherche solidement fondée sur un ou plusieurs accomplissements scientifiques passés, accomplissements que tel groupe scientifique considère comme suffisants pour fournir le point de départ d’autres travaux. » Ces restrictions de l’activité scientifique sont cependant indispensables au développement empirique des savoirs, car elles forcent le scientifique à étudier très précisément un domaine particulier de la nature. Il s'agit bien là « d’augmenter la portée et la précision de l’application des paradigmes ». Qui plus est, si le paradigme établit une dominance spéculative dans les activités scientifiques, donne des directions de recherche et suggère des méthodes pour l'expérimentation et le développement de techniques, c'est bien que dans un sens, « tout reste à faire. » Kuhn résume cela en écrivant que « le succès d'un paradigme est en grande partie au départ une promesse de succès […]. La science normale consiste à réaliser cette promesse », si bien que « c'est à des opérations de nettoyage que se consacrent la plupart des scientifiques durant toute leur carrière. »
Les problèmes que résout la science normale sont à la fois théoriques et expérimentaux. Au niveau expérimental, ils sont de trois types. Premièrement, il y a l’observation essentielle de faits « dont le paradigme a montré qu'ils révèlent particulièrement bien la nature des choses » et qui constituent les piliers quantitatifs de la science normale. Deuxièmement, Kuhn cite l’observation de faits plus ou moins importants mais qui ont le mérite d'être facilement comparables à la théorie du paradigme (théorie-paradigme), preuves qui tendent à en préciser la nature et à en justifier la pertinence. Cette classe de faits est restreinte, car la corrélation entre observations et théorie ne se fait pas en général sans peine. L'établissement de tels faits peut constituer un argument important en faveur d'une théorie proposée comme nouveau paradigme dans un épisode de crise scientifique. Troisièmement enfin, on trouve les travaux purement empiriques visant à préciser la théorie-paradigme en l’épurant de ses ambigüités de jeunesse. La détermination de constantes universelles et de lois quantitatives est de cet ordre. Au niveau théorique, la science normale se préoccupe, outre des prédictions classiques et de la création de sous-théories directement vérifiables expérimentalement, de préciser le paradigme — voire de le reformuler, sans en changer l'essence. Kuhn cite l'exemple des travaux des mathématiciens physiciens du XIXe siècle ayant cherché à reformuler la théorie mécanique héritée de Newton. Il s’agit donc là cette fois d’une activité qualitative.

#### Déterminants paradigmatiques
Cette structure de l’activité de la science normale met en évidence un point commun à tous les problèmes résolus par celle-ci : ils ne cherchent pas à « créer » du nouveau. Ainsi que l'écrit Kuhn, « même le projet de recherche qui vise à élaborer le paradigme n'a pas pour but de découvrir une nouveauté inattendue. » En écartant les problèmes qui ne se posent pas en termes compatibles avec le paradigme, la science normale garantit l’existence — mais pas forcément la découverte — d’une solution et permet souvent de donner une prédiction précise des résultats, puisque la théorie-paradigme est à la source du genre de problèmes acceptables. L’objectif des scientifiques en résolvant ces problèmes est de déterminer une méthode permettant d’atteindre les prédictions, ce qui passe notamment par la conception de machines et de techniques nouvelles. Kuhn qualifie ces problèmes d’énigmes, en ce sens qu’ils permettent aux scientifiques de montrer leur habilité et leur ingéniosité. La résolution de ces énigmes est cadrée par le paradigme qui les propose : les scientifiques respectent des critères d'ordre théorique, méthodologique et technique qui s'organisent en règles plus ou moins explicites. Elles couvrent de ce fait le type d’instrumentation utilisé et les niveaux de solutions acceptables. À un niveau plus élevé, elles rappellent implicitement à l'homme de science la nature de sa conception paradigmatique du monde.
Par contre, les « règles du jeu » pas plus que le paradigme ne donnent d'indice quant à l'importance relative des énigmes accessibles au scientifique. Le choix des sujets de recherche lui incombe. Pour Kuhn, l'élément le plus important dans la détermination des énigmes à traiter est que celles-ci doivent donner au scientifique « la conviction que, si seulement il est assez habile, il réussira à résoudre une énigme que personne encore n'a résolue, ou résolue aussi bien. » Par ailleurs, Kuhn estime que « dans aucun autre groupe professionnel le travail créateur individuel n'est aussi exclusivement adressé aux autres membres de la profession et jugé par eux. » Le fait que les scientifiques travaillant au sein d'une école de pensée soient libres de choisir parmi les problèmes acceptables ; que ces problèmes soient assurés d'avoir une solution et constituent à ce titre des énigmes ; et que la pertinence du travail accompli pour les résoudre soit jugée par les autres spécialistes du domaine, ne remet pas en cause le caractère scientifique des recherches entreprises. En effet, Kuhn estime que ce qui détermine la nature de l'activité scientifique n'est pas les règles qui « dérivent des paradigmes », pas plus que les « hypothèses ou [les] points de vue communs », mais bien les paradigmes eux-mêmes. Au niveau le plus général, le scientifique est lié à une tradition paradigmatique, qu'il hérite de son apprentissage et par conséquent, du contexte historique. Des manuels et un enseignement synthétiques lui ont fourni un ensemble d’énigmes déjà résolues et de théories unifiées, qui jouent tout au long de sa carrière le rôle de référentiel. Il s'agit là d'une dimension essentielle de la science normale, puisque Kuhn estime également que toutes les sources autorisées récapitulant les bases d'un paradigme ne sont pas tenues de retracer « avec exactitude la manière dont [elles] ont d'abord été reconnues, puis adoptées par les membres de la profession. » Le chercheur n'est donc pas nécessairement conscient des transformations conceptuelles fondamentales ayant abouti au paradigme qui est le sien.
Le point de vue de Kuhn est que les paradigmes, dont on peut constater qu'ils ont été multiples au cours de l'histoire et sont incompatibles entre eux — bien que traditionnellement présentés comme faisant partie d'une hiérarchie établie sans heurts — témoignent d'un développement des idées scientifiques par rupture, c'est-à-dire par remplacement et non par accumulation.

### Crise scientifique

#### Anomalie, prélude de la découverte
Comme le note Kuhn, la définition de la science normale n'intègre pas un élément habituellement associé, dans le grand public au moins, à l'activité scientifique : l'élaboration de nouvelles grandes théories. Des ajustements théoriques du paradigme sont possibles, et l'histoire des sciences en offre de nombreux exemples — mais il ne s'agit jamais que d'ajustements. Les grands changements conceptuels sont à la fois plus rares et plus complets que de simples modifications, et Kuhn constate qu'ils sont détachés du régime normal de la science : ils apportent selon lui une rupture complète. S'il est admis que « la science normale ne se propose pas de découvrir des nouveautés, ni en matière de théorie, ni en ce qui concerne les faits », comment l'évolution des idées scientifiques est-elle alors possible ? Pour Kuhn, le mécanisme essentiel de transformation de la science est précisément l’échec de son régime normal. Lorsque l'activité de recherche peine à résoudre une énigme, les scientifiques font face à une découverte potentielle, au sens noble du terme — et pour commencer, à de l'inattendu. « La découverte commence avec la conscience d'une anomalie, c'est-à-dire l'impression que la nature, d'une manière ou d'une autre, contredit les résultats attendus dans le cadre du paradigme qui gouverne la science normale. »
Le fait que la nouveauté surgisse ainsi de l'activité routinière de la science normale permet de préciser la différence entre le paradigme et la notion de vérité. En réalisant des expérimentations et des recherches théoriques encadrées par des règles, tous ces éléments étant issus d'un paradigme, le scientifique aborde la connaissance du monde par une voie qu'il espère et croit être la plus précise possible. Mais cette foi, selon le terme même de Kuhn, ne garantit pas que le paradigme soit intrinsèquement vrai. Le point de vue de Kuhn est que toute théorie-paradigme n'est jamais entièrement exacte et qu'elle porte en elle « la voie de son propre changement. » L'existence d'anomalies potentielles et leur apparition récurrente au cours de l'Histoire en témoignent. Elles n'existent que « parce qu'aucun paradigme accepté comme base de la recherche scientifique ne résout jamais complètement tous ces problèmes. »
Ces anomalies peuvent être dues au hasard, comme c’est le cas de la découverte des rayons X ; elles peuvent découler d’un changement de méthode d’expérimentation, comme pour l’oxygène ; ou encore être le fruit d’une théorie non paradigmatique, comme la découverte de la bouteille de Leyde. Quel que soit le contexte d'apparition, on observe la même réaction générale du monde scientifique : un changement dans la considération des modèles offerts par le paradigme. Certains, notamment, se mettront à douter de sa validité. Ce changement de considération n’est cependant pas un événement simple qui viendrait s’accumuler à une série de changements subis par le paradigme depuis son apparition. Il s’agit, au contraire, d’un processus complexe qui nécessite d’abord l’acceptation par le groupe de scientifiques concerné que la nature s'éloigne du paradigme et de la prédiction, et partant, des déterminants de la science normale — lesquels possèdent des composantes socio-historiques non négligeables.

#### Explorations du domaine de l'anomalie
L'apparition d'une anomalie dans le champ scientifique est à l'origine d'efforts théoriques d'un genre nouveau. Contrairement aux ajustements habituels du régime normal, ces travaux sont essentiellement spéculatifs et imprécis, car ils s'éloignent du paradigme mis en échec et cherchent bien à inventer de nouvelles règles. L’invention de nouvelles théories constitue donc l’autre source de changements majeurs dans les phases de crise scientifique, au côté de l'apparition d'éléments expérimentaux inattendus. Les exemples confirmant que l’état de crise est une condition nécessaire à l'apparition de nouvelles théories sont nombreux. Kuhn s'appuie surtout sur l'émergence de la théorie copernicienne, qui permit de déterminer avec une précision inégalée en son temps la position variable des planètes et des étoiles — un problème auquel se heurtaient depuis longtemps, mais sans succès, les praticiens de la théorie de Ptolémée. Un autre bon exemple selon Kuhn est l'évolution des idées autour du phlogistique, de Scheele à Joseph Priestley puis Lavoisier. Il note par ailleurs qu'en plus du simple constat d'échec pratique, des éléments externes au domaine scientifique peuvent jouer : pression sociale pour obtenir des prédictions plus précises, critique métaphysique issue d'un contexte philosophique renouvelé, etc..
Évidemment, les différents changements qui prennent place pendant une crise ne sont pas instantanés et encore moins triviaux. La « conscience antérieure d'une anomalie, l'émergence graduelle de sa reconnaissance, sur le plan simultanément de l'observation et des concepts » s'accompagnent de résistances que Kuhn attribue notamment à la psychologie humaine. Parce que les scientifiques sont des hommes, et parce que la professionnalisation, les compétences et l'expérience justifient « la certitude [du scientifique] que l'ancien paradigme parviendra à résoudre tous ses problèmes, que l'on pourra faire entrer la nature dans la boîte fournie par le paradigme », la résistance au changement conceptuel n'est pas surprenante. Pour Kuhn, elle a même un rôle positif. « En empêchant que le paradigme soit trop facilement renversé, [elle] garantit que les scientifiques ne seront pas dérangés sans raison et que les anomalies qui aboutissent au changement de paradigme pénétreront intégralement les connaissances existantes. »
L’état de crise peut être plus ou moins important en fonction de la nature de l’anomalie et de l’écart entre celle-ci et les prédictions offertes par l'application du paradigme en place. Il arrive même que des écarts aux paradigmes ne soient pas relevés comme des anomalies importantes. Kuhn cite l'exemple des questionnements relatifs à l'éther. Si l'idée d'un espace relatif avait déjà été avancée par plusieurs philosophes naturalistes du XVIIe siècle comme une critique très claire de l'espace newtonien absolu, le fait que ces vues n'aient pas été reliées à des faits tangibles d'observation n'a pas abouti à une prise de conscience d'une anomalie quelconque jusqu'à la fin du XIXe siècle. C'est seulement « avec l'acceptation de la théorie électromagnétique de Maxwell, que la situation changea », car alors cette question de la nature de l'espace devenait centrale. Aussi Kuhn remarque-t-il que, « bien que ce ne soit peut-être pas aussi typique […] les problèmes qui se sont trouvés à l'origine de l'échec étaient tous d'un type connu depuis longtemps. »
Ainsi, certaines anomalies sont totalement surprenantes pour les scientifiques, tandis que d'autres surgissent plus simplement mais de façon moins évidente d'un contexte théorique qui s'est trouvé modifié. Dans ce second cas, il arrive bien souvent que la solution du problème ait déjà été entrevue à une époque où il n'y avait pas de crise, c'est-à-dire par anticipation. La mise à l'écart de ces vues spéculatives se comprend bien en les replaçant dans un contexte de science normale : en l'absence de crise, les anticipations ne trouvent pas « une audience suffisante » car elles n'ont « aucun lien avec un point névralgique de la science normale. »

#### «Renouveler les outils scientifiques»
Dans tous les cas, la crise bien établie voit le développement de théories concurrentes qui, bientôt, s'affronteront au titre de nouveau paradigme. Comme la science normale possède une structure rigide, les nouveautés sont largement mises en valeur. Cependant, de par leur nature même qui fait qu'elles ne se laissent pas résoudre au paradigme en place, leur étude est largement « trop » compliquée par rapport aux énigmes classiques — en un sens, elles sont pour un temps en dehors du jeu scientifique classique. C'est pourquoi l'activité scientifique elle-même doit se transformer, afin d'être en mesure d'absorber ces éléments de mise en échec. Après avoir été frappé par l'existence d'un phénomène inexpliqué et manifestement inexplicable, malgré des efforts prolongés, l'homme de science doit modifier plus ou moins radicalement sa vision du monde. À cette seule condition, il sera possible de faire en sorte que le « phénomène anormal devienne phénomène attendu. » Cela équivaut à changer de paradigme. Kuhn se propose de montrer la façon dont le processus général dit de révolution scientifique modélise ces ruptures conceptuelles.

### Révolution scientifique et incommensurabilité

#### Vers la science extraordinaire
À partir du moment où une anomalie est reconnue comme fondamentale, l'état de crise est explicite. « Si une anomalie doit faire naître une crise, il faut généralement qu'elle soit plus qu'une simple anomalie. » De façon schématique, il suffit qu'une individualité ou un groupe de scientifiques voie en elle un contre-exemple sérieux de la théorie-paradigme en place. C'est en effet l'intuition que la solution à une énigme ne pourra jamais être apportée par le paradigme qui donne naissance à la crise ; cette même intuition va de fait guider les premiers temps révolutionnaires.
Les révolutions scientifiques ont déjà été présentées comme les réponses aux crises — pour Kuhn, elles caractérisent même l'évolution des idées scientifiques. Elles ne se limitent pas au remplacement brutal d'un paradigme par un autre : le processus de révolution, s'il est une rupture, n'est pas pour autant immédiat. Il progresse par des prises de positions successives de la part des groupes scientifiques confrontés à une crise. Lorsque ces différents groupes se rallient finalement à une nouvelle théorie consensuelle permettant de dépasser l'ancien paradigme, la révolution est achevée. De la focalisation sur une anomalie, jusqu'à l'établissement d'une nouvelle science normale stable, le régime de la science est qualifié par Kuhn d'« extraordinaire ». Durant cette phase, des éléments habituellement tenus hors du cercle scientifique classique entrent en jeu et deviennent même à un point prédominant.
Kuhn insiste à de nombreuses reprises sur le fait que le rejet d'un paradigme ne se fait pas dès qu'une anomalie est constatée. Il faut qu'il puisse être remplacé par un successeur en mesure d'établir un nouveau régime normal, une nouvelle tradition scientifique, de nouveaux outils : « rejeter un paradigme sans lui en substituer simultanément un autre, c'est rejeter la science elle-même. C'est un acte qui déconsidère non le paradigme mais l'homme [de science]. » Cela signifie que la « science extraordinaire » est à la fois une période de destruction et de reconstruction conceptuelle.
Comment cette transformation brutale se met-elle en œuvre ? Changer de paradigme, c'est changer les hommes de science. Kuhn aborde donc la question de la science extraordinaire en insistant sur les déterminants sociologiques et psychologiques. Constatant une fois encore que « le passage d'un paradigme en état de crise à un nouveau paradigme d'où puisse naître une nouvelle tradition de science normale est loin d'être un processus cumulatif, réalisable à partir de variantes ou d'extensions de l'ancien paradigme », il remarque que les premières étapes en sont, d'abord, la focalisation sur le problème, puis l'apparition de propositions théoriques multiples. Il souligne la « nature divergente des nombreuses solutions partielles qui se proposent. » Les scientifiques qui poussent le plus loin leurs recherches d'une nouvelle théorie-paradigme sont finalement amenés à se détacher complètement de leur précédente vision du monde.

#### Adopter une nouvelle vision du monde
Kuhn reprend à son compte l'analogie du renversement gestaltique issue de la psychologie de la forme. Considérant le canard-lapin de Jastrow, un homme verra alternativement deux dessins différents. Mais il s'agit plus que d'une vision différente : le concept associé au dessin s'est trouvé modifié en même temps que la perception du dessin a changé. Ainsi, le canard apparaît soudain comme un lapin : ce faisant, l'idée véhiculée par le dessin n'est plus la même et seuls quelques fondamentaux de l'expérience demeurent invariants, par exemple les traits sur le papier. De la même façon, les scientifiques pris dans une révolution conceptuelle regardent ce qu'ils regardaient déjà hier, mais non seulement ils ne voient plus la même chose, mais encore, le sens de ce qu'ils voient est différent — la signification des concepts généraux, notamment, n'est plus la même : ainsi en va-t-il de l'idée de l'espace et du temps chez Einstein par rapport à Newton.
Mais comme le précise Kuhn, « le sujet d'une démonstration de psychologie de la forme sait que sa perception s'est modifiée, parce qu'il peut la modifier en sens inverse à plusieurs reprises […] il peut même finalement apprendre à regarder ces lignes sans y voir aucune figure » et c'est là une situation bien différente de celle où se trouve le scientifique. Pour ce dernier, le changement formel, accompagné d'une transformation conceptuelle, est total et irréversible car « l'homme de science ne peut avoir aucun recours au-delà de ce qu'il voit de ses yeux et constate d'après ses instruments. » C'est pourquoi Kuhn insiste sur la limite de l'analogie, en précisant que les crises « se résolvent non par un acte de réflexion volontaire ou d'interprétation, mais par un évènement relativement soudain et non structuré qui ressemble au renversement de la vision des formes. »
Il est donc inévitable qu'une polarisation du monde scientifique s'opère entre traditionnels et révolutionnaires. Kuhn reconnait que la façon dont les seconds s'y prennent pour inventer un nouveau paradigme n'est pas éclaircie. Dans le cadre de son essai, la simple constatation qu'ils aboutissent est suffisante. Globalement, la science extraordinaire se caractérise par une dimension spéculative, souvent doublée de questionnements métaphysiques. Jusque-là écartés par les scientifiques, ils visent à estimer la légitimité des théories en l'absence de règles viables issues du paradigme.

#### Les déterminants irrationnels
Tout au long de ce processus en partie mystérieux se pose le problème du choix d’un nouveau paradigme. Ce dernier sera une reconstruction complète du domaine scientifique en crise. C'est en analysant les processus présidant au choix des nouveaux paradigmes que Kuhn bouscule radicalement la tradition épistémologique. Observant en tant qu'historien les scientifiques impliqués dans plusieurs révolutions, Kuhn juge qu'ils « se livrent à leurs activités dans des mondes différents […], voient des choses différentes quand ils regardent dans la même direction à partir du même point. C’est […] pourquoi, avant de pouvoir espérer communiquer complètement, l’un ou l’autre des groupes doit faire l’expérience de la conversion que [Kuhn a] appelé un changement de paradigme […]. Comme le renversement visuel de la théorie de la forme, [ce changement] doit se produire tout d’un coup (mais pas forcément en un instant), ou pas du tout ». Il apparaît que le débat qui surgit de la confrontation de plusieurs théories candidates au titre de paradigme, ne peut être totalement rationnel. Ainsi que l'exprime Kuhn, « la concurrence entre paradigmes n’est pas le genre de bataille qui puisse se gagner avec des preuves ».
Kuhn s'appuie notamment sur l'exemple du « dialogue de sourds » entre les chimistes Proust et Berthollet. « Le premier prétendait que toutes les réactions chimiques s'effectuaient selon des proportions fixes, le second que c'était faux. Chacun avança à l'appui de sa thèse des preuves expérimentales d'importance. » Mais tous deux analysaient les résultats de l'un et de l'autre à la lumière de leur propre paradigme, et « là où Berthollet voyait un composé qui pouvait varier en proportion, Proust ne voyait qu'un mélange physique. À pareil problème, ni l'expérience ni un changement dans les conventions de définition ne pouvaient apporter de solutions. » Des visions, au sens scientifique du terme, radicalement divergentes du monde, débouchant sur un problème de communication, expliquent pour Kuhn le statu quo historique d'une chimie en crise.
C'est dans cet intervalle entre deux régimes de science normale que se manifeste pleinement l'emprise des sphères sociales et économiques sur la production des connaissances scientifiques. Pour Kuhn — ayant donc constaté le genre de statu quo illustré par les exemples d'opposition entre Proust et Berthollet ou entre Galilée et Aristote — elles sont même les éléments moteurs de l'évolution des idées vers un nouveau consensus scientifique. En régime normal, le sens des priorités scientifiques dépend du paradigme auquel se rattachent les scientifiques. En régime extraordinaire, le paradigme en crise voit surgir des écoles aux vues divergentes, qui ne peuvent se mettre d'accord sur une voie théorique prioritaire.
Ces problèmes de communication débouchent nécessairement sur un processus de persuasion réciproque qui va s'éloigner des discussions purement logiques. Selon Kuhn, « dans la mesure […] où deux écoles scientifiques sont en désaccord sur ce qui est problème et ce qui est solution, elles s'engagent inévitablement dans un dialogue de sourds en discutant les mérites relatifs de leurs paradigmes respectifs. » L’argument le plus fort, et qui est bien évidemment une condition nécessaire pour qu’une théorie puisse prétendre au titre de paradigme, est qu'elle soit capable de résoudre l’anomalie à l’origine de la crise. Mais pour Kuhn, ce n'est pas suffisant, et les autres arguments décisifs proviennent de la comparaison des candidats paradigmes entre eux et avec la Nature. Fait étonnant, ces arguments sont souvent d’ordre esthétique ou personnel[citation nécessaire]comme dans le cas de Kepler dont l'attrait mystique pour le soleil l'a en partie amené à croire en une forme d'héliocentrisme.

#### Incommensurabilité des paradigmes
Les révolutionnaires ne sont pas les seuls acteurs de la science extraordinaire, même s'ils sont mis au premier plan. Des résistances existent et certains scientifiques, de moins en moins nombreux à mesure qu'une théorie-paradigme progresse dans la voie du consensus, restent attachés au paradigme en passe d'être déchu. Kuhn mentionne l’argument positiviste logique qui affirme que toute ancienne théorie peut être sauvée en restreignant son domaine d’application et la précision de son observation. Cet argument n’a pas selon lui de valeur logique, car en restreignant l’ancienne théorie, on en fait une dérivée de la nouvelle. Et dérivant d’une autre, l’ancienne théorie ne nous apprendrait rien de plus et sa survie n’est donc pas justifiée. Kuhn donne en exemple l'affirmation selon laquelle la mécanique newtonienne est encore valable, au titre que « seules des prétentions extravagantes dans le domaine de la théorie — prétentions qui n'ont jamais été vraiment scientifiques — ont pu être mises en défaut par Einstein » et que, « purgée de ces extravagances purement humaines, la théorie de Newton n'a jamais été prise en défaut et ne peut pas l'être ». Il explique que ce genre de restriction a posteriori « interdit à un homme de science de s'appuyer sur une théorie dans ses proches recherches chaque fois que cette recherche s'étend à un domaine ou cherche à atteindre un degré de précision qui n'ont pas d'antécédent dans l'utilisation antérieure de la théorie. » Cela signifie que « ce serait la fin de toutes les recherches qui permettent à la science de progresser. »
Plus grave encore pour Kuhn est le biais épistémologique consistant à juger la nature d'une théorie précédemment abandonnée à la lumière du paradigme actuel. Il reconnaît qu'« une théorie dépassée peut toujours être considérée comme un cas particulier de la théorie moderne qui lui a succédé, mais alors il faut lui faire subir une transformation dans ce sens », c'est-à-dire s'engager dans une « vue rétrospective, sous la conduite explicite de la théorie la plus récente. » Comme une révolution scientifique est essentiellement « un déplacement du réseau conceptuel à travers lequel les hommes de science voient le monde », cette façon d'envisager l'Histoire des sciences est un anachronisme majeur. Paolo Rossi abonde dans ce sens et écrit que « lorsque l'on aborde l'étude d'une pensée qui n'est plus la nôtre, il devient important de chercher à oublier ce que nous savons ou croyons savoir » afin de ne pas tomber sous le coup d'un obstacle épistémologique.
Replacée dans son contexte historique, la dynamique de rupture conceptuelle illustrée par l'existence de phases de science « extraordinaire » est l'indice le plus tangible que « la tradition de science normale qui se fait jour durant une révolution scientifique n'est pas seulement incompatible avec ce qui a précédé mais souvent aussi incommensurable. » C'est donc le signe pour Kuhn que l'évolution des idées scientifiques ne peut pas être cumulative, car les paradigmes ne se suivent pas mais se remplacent, et ne portent pas la même vision du monde.

### Position de Kuhn sur le progrès
Le chapitre Progress through Revolutions de la première édition permet à Kuhn de préciser ses vues sur la notion de progrès dans son modèle. Un nouveau paradigme s'imposant au terme d'une crise scientifique doit non seulement être capable de résoudre les problèmes à l'origine de la chute du précédent paradigme, mais aussi conserver l'essentiel des résultats passés — les énigmes résolues par le paradigme remplacé doivent majoritairement le rester, faute de quoi la situation est bloquée. Dans la réédition de son essai, Kuhn précise cette opinion en démontrant qu'il est possible, dans ce modèle, de retrouver la chronologie de paradigmes successifs à travers l'élargissement et l'efficacité croissante de leurs résultats. Il insiste sur le fait que cette vue n'est pas relativiste, mais plus simplement différente du progrès « absolu » habituellement présenté par les historiens des sciences.

### Résumé
Dans La Structure des révolutions scientifiques, Kuhn s'efforce de montrer pourquoi le développement scientifique n’est pas un processus essentiellement cumulatif comme il apparaît de prime abord. En réalité, la science subit fréquemment des transformations violentes, dont le caractère destructeur est soigneusement évincé de l'enseignement dans un but pédagogique : l'aspect empirique du progrès est au contraire privilégié, dans le but de présenter une histoire des sciences simple, lisible et linéaire. Pourtant, il semble que les transformations majeures de la science soient le résultat de processus longs et complexes qualifiés par Kuhn de « révolutions scientifiques ». À l'origine de ces changements radicaux se trouve la découverte d’une anomalie qui, à un moment de l'histoire, met fondamentalement en échec la science dite science normale. Cette dernière s'architecture autour d'un paradigme qui propose des méthodes, des outils scientifiques normalisés, efficaces mais bornés, ainsi que des biais socio-économiques. La prise en défaut de la science normale, notamment dans ses capacités prédictives, révèle assez rapidement les limites du paradigme en place. La science entre dès lors dans un état de crise : de nouvelles théories émergent afin de résoudre des problèmes jusqu'alors inaccessibles. Chacune des théories candidates au titre de « nouveau paradigme » cherche à remplacer celui mis en défaut. Cette étape est essentiellement destructive, et non cumulative, et ce tant d'un point de vue scientifique que social : de nouvelles idées, résolument contradictoires avec celles qui prévalaient jusqu'alors, tentent de s'imposer pour relancer un processus scientifique normal. Le choix entre néo-théories concurrentes est complexe, car les critères logiques ne suffisent pas à convaincre les groupes scientifiques concernés par la crise. Il existe non seulement une difficulté de porter des jugements rationnels en dehors du cadre de la science normale, mais également un problème de communication entre des proto-langages scientifiques en gestation, et donc par définition incommensurables.
La crise ne peut être résolue que si l’un des groupes en présence réussit à convertir à un nouveau paradigme les autres groupes ; il peut alors engager la dernière phase de la révolution scientifique, à savoir l'établissement d'un nouveau paradigme réunificateur. Lorsque cela se produit, tous les scientifiques adhèrent progressivement au nouveau paradigme et adoptent ses outils, ses méthodes, ses objectifs de recherche, en un mot ses biais. Les raisons pour lesquelles un des nouveaux paradigmes proposés l'emporte sont diverses : échec prédictif des autres et réussite de celui-là, critère du rasoir d'Ockham, découvertes de faits nouveaux venant trancher le débat après une période plus ou moins longue de concurrence théorique, etc. Ce processus n'est pas nécessairement rapide : il semble d'ailleurs plutôt que les révolutions scientifiques, si elles sont souvent associées à une date précise et au nom d'un précurseur (Copernic, Newton, Einstein…), soient essentiellement des reconstructions collectives progressives. Les transformations théoriques et pratiques endurées par les scientifiques bouleversent leur vision du monde, d'abord en procurant un cadre nouveau pour l’observation des phénomènes, ensuite en remettant en question l'expérience acquise, les réseaux et méthodes en place, donc la légitimité personnelle. Les composantes sociologiques d'une révolution scientifique ne sont donc pas moins importantes que les aspects scientifiques.
Par l'importance qu'elles occupent dans l'histoire des idées, les révolutions scientifiques sont systématiquement associées à l’idée de progrès scientifique, mais pour Kuhn, il faut insister sur le fait qu'il y a là une conception nouvelle du terme : il s'agit d'un progrès à partir d’une origine primitive — le nouveau paradigme — et non plus vers la vérité — ce dernier correspondrait plutôt au progrès tel que défini lors des phases de science normale, durant lesquelles le paradigme en place « fait office » de vérité. La question d'une définition intégrée de la notion de progrès est donc posée à l'issue de l'essai de Kuhn, qui ouvre la voie à une remise en cause radicale des thèses épistémologiques qui prévalaient à son époque — lesquelles rejetaient, plus ou moins consciemment, l'idée d'une influence quelconque du contexte social sur la production des savoirs scientifiques. En réalité, cet aspect n'est pas entièrement traité par Kuhn : en affirmant l’incommensurabilité des paradigmes organisant, par leur succession historique, la science normale, Kuhn remet en question la vision classique de connaissances scientifiques cumulatives, ie. à croissance empirique linéaire. C'est donc l'idée même d'un progrès scientifique amenant l'Homme à se détacher de l'ignorance pour atteindre la vérité qui est touchée.
La thèse de Kuhn sera poussée jusqu’à son extrémité par Feyerabend, déclarant que « la science est beaucoup plus proche du mythe qu’une philosophie scientifique n’est prête à l’admettre. » Kuhn est bien conscient du relativisme latent de ses thèses. Jusqu'à la fin, il s'en tiendra à l'idée que l'évolution scientifique est ponctuellement une révolution, sous contraintes de critères partiellement exogènes à la science elle-même, mais a souhaité explicitement se démarquer de toute position relativiste qui serait vue comme hostile à la science : « [dire] que le changement de paradigme ne saurait se justifier par des preuves, ce n'est pas prétendre qu'aucun argument n'a de valeur et qu'on ne peut persuader les scientifiques de changer d'avis. » Kuhn a par conséquent eu du mal à rattacher ses vues à l'histoire et à la sociologie en raison de ce germe relativiste qui, poussé dans ses retranchements, reviendrait à nier l'existence de la science comme autre chose qu'une croyance arbitraire, au même titre que le mythe ou la religion.

## Critiques
La principale opposition au modèle proposé par Kuhn provient de l'école organisée autour de Karl Popper. Dès 1965, à l'occasion d'un symposium spécial de l’International Colloquium on the Philosophy of Science à Londres, dirigé par Popper, une publication de nombreux comptes-rendus et essais, pour la plupart critiques, est faite. Après lecture, Kuhn critique à son tour le contenu de ces textes, qu'il juge peu pertinents du fait d'une incompréhension de ses idées, affirmant même qu'il n'était « pas loin de supposer l'existence de deux Thomas Kuhn », d'une part lui-même, auteur de son livre, et d'autre part, l'individu malheureusement incompris et critiqué par les « professeurs Popper, Feyerabend, Lakatos, Toulmin et Watkins. »
La thèse développée par Kuhn a été en particulier contestée sur deux points :
- d'une part, l'affirmation selon laquelle le contenu de la science normale résulterait d'un consensus au sein de la communauté scientifique, et non de critères objectifs, conduit Lakatos et d'autres à suspecter Kuhn de relativisme ;
- d'autre part, l'histoire des sciences de la Nature, et plus encore des sciences sociales, montre que pendant de longues périodes plusieurs paradigmes concurrents cohabitent de façon conflictuelle sans que l'un d'eux s'impose comme science normale isolée.

Ce second point donne à l'expression kuhnienne « science normale » une connotation normative qu'elle ne porte pas. En effet, le terme de « science normale » n'a pas le sens de science-modèle, mais s'applique à un mode de fonctionnement des sciences « dans des conditions normales », c'est-à-dire hors des épisodes — rares — où la remise en cause du paradigme jusque-là efficace conduit les scientifiques à pratiquer une « science extraordinaire » — par opposition chez Kuhn à la « science normale » — et vise à établir un nouveau paradigme capable de résoudre les problèmes à l'origine de la crise scientifique. Tandis que la science normale explore le paradigme en place, en résolvant les nouvelles énigmes (puzzles en anglais) que celui-ci peut proposer, les phases de révolution scientifique ont pour enjeu la redéfinition d'un cadre scientifique. Il n'y a donc pas d'incompatibilité entre la coexistence de plusieurs paradigmes fonctionnant chacun sur le mode de la science normale et la théorie de Kuhn : chacun de ces paradigmes peut satisfaire une partie de la communauté scientifique, et à tout moment être l'objet d'une crise par ses lacunes intrinsèques. Ainsi, la physique est divisée depuis le début du XXe siècle en deux paradigmes incompatibles : la relativité générale et la physique quantique. Le premier point est également contestable, en ce qu'il omet de préciser que le consensus peut être basé sur une reconnaissance commune de l'objectivité scientifique des preuves appuyant le paradigme en place. C'est, par exemple, le cas de l'adoption généralisée de la tectonique des plaques en géologie, qui ne s'est pas faite sans douleur — le débat ayant été tranché à la lumière de faits particulièrement convaincants sur le plan scientifique et assurément pas en raison d'un consensus mou.
Au début des années 1970, C. R. Kordig souligne que la notion d'incommensurabilité rend difficile la validation du modèle kuhnien, car elle est trop radicale. Pour lui, il est en réalité possible de comparer deux paradigmes successifs sans remettre en cause l'aspect essentiellement discontinu des révolutions scientifiques. Les tenants de l'incommensurabilité ne seraient non pas convaincus par l'idée de rupture des paradigmes, mais plus simplement attachés à l'idée de changements radicaux dans les consciences scientifiques. En effet, pour Kordig, il existe un premier plan de réflexion scientifique qui est celui de l'observation. Ainsi, lorsque Kepler et Tycho Brahe essayent l'un comme l'autre d'expliquer la variation relative de distance du Soleil apparaissant à l'horizon le matin, tous deux observent le même phénomène. Dès lors, leurs deux interprétations théoriques différentes partagent une certaine part de sens. Kording suggère donc qu'avec cette approche du paradigme, il est possible de réintroduire l'idée de comparaison. Il affirme par ailleurs qu'il ne s'agit pas de redonner la part belle à l'observation, mais bien d'essayer de voir ce qui différencie deux paradigmes dans cet intervalle entre une observation commune et deux théories différentes. Enfin, Kordig va plus loin en posant l'existence de standards pour la construction de paradigmes, lesquels standards permettraient des comparaisons objectives de théories rivales en phase de crise.
Partageant une critique de la radicalité du modèle kuhnien, Stephen Toulmin expose des cas où la science normale définie par Kuhn subit elle-même des transformations importantes, sans qu'une évolution du type crise-révolution ne se mette en place. Toulmin parle dans The Uses of Argument (1958) de « révisions » de ce que Kuhn appelle la science normale et que Toulmin se refuse apparemment à considérer comme une bonne conceptualisation de la science en marche.
Le modèle établi par Kuhn, et à sa suite, les vues de Norwood Russell Hanson, Nelson Goodman… reposent également sur une vision « interprétationniste » des faits. L'exemple de Kepler et Tycho Brahe montre qu'une même observation peut aboutir à deux conceptualisations du monde, selon l'interprétation individuelle qui en est faite. L'interprétation déterminerait donc ce qui est vu. Jerry Fodor a souhaité montrer que cela n'est pas toujours vrai — voire n'est jamais le cas pour lui — en exposant des cas où la connaissance scientifique, c'est-à-dire l'interprétation présentée comme objective, ne peut empêcher une altération de l'observation : c'est le cas des illusions d'optique. Par analogie, baser un modèle épistémologique sur la seule valeur de l'observation semble être dangereux pour Fodor. Toutefois, Kuhn a plus vraisemblablement souhaité insister sur les problèmes de communication et d'élaboration d'un consensus à partir d'observations divergentes, plus que sur la véracité des modélisations établies à partir de ces observations — ce point étant véritablement le sujet de la science normale.
De façon générale, l'essentiel de la critique faite à Khun tourne autour de la question du relativisme face au réalisme. Kuhn a passé de nombreuses années à tenter de se détacher d'une aura relativiste dont il refuse toute paternité et dont la portée épistémologique n'est peut-être pas si essentielle. Il est à noter que ce débat est plus vif aux États-Unis qu'ailleurs.

## Impact et influence
Le principal trait retenu par les penseurs post-structuralistes et postmodernistes est la dépendance de la science à une culture de groupe. Cette théorie prend le contrepied de la vision académique prévalant avant Kuhn, dans laquelle les scientifiques sont exclusivement guidés par une méthode bien définie et spécifique. Kuhn est ici précurseur du point de vue plus radical encore défendu à sa suite par Paul Feyerabend. L'essai de Kuhn est également traditionnellement considéré comme ayant brouillé les limites entre processus scientifiques et non scientifiques, en ce que le postulat d'incommensurabilité et l'absence de méthode-cadre générale pour examiner la nature des paradigmes pose le problème de la réfutabilité. Ce questionnement est au centre des travaux de Imre Lakatos, entre autres. De nombreux tenants du positivisme logique ainsi que des scientifiques ont critiqué les positions de Kuhn en les jugeant trop radicales, trop « humanisantes », tandis que les postmodernistes, avec Feyerabend, ont trouvé que Kuhn n'était pas allé assez loin dans sa démarche sociale.
Les différents concepts de paradigme, crise et révolution, articulés en phases et ruptures, ont été repris dans pléthore de champs disciplinaires et sont aujourd'hui très populaires. Les bouleversements constatés en politique, dans la société civile ou encore dans le monde des affaires sont souvent décrits à l'aide de notions kuhniennes, passablement altérées. En particulier, « paradigme » et « révolutions » ont vu leur signification se diluer.